# Lolsel
Lolsel (Lol-sel) /od lol =tobacco + sel =people/, ime dano skupini Wintun Indijanaca koji prema Kroeberu (1932) pripadaju u Hill Patwine. Njihov teritorij nalazio se u i blizu Long valleya, istočno od jezera Clear Lake u Kaliforniji, a širio se na zapad sve do vrhova planina, upravo istočno od jezera Clear Lake, gdje su graničili s plemenom Pomo. Njihovo glavno selo A'li-ma-ti'nbe nalazilo se na Long Valley Creeku.

## Vanjske poveznice
- Patwin Indian Tribe